# 8809 Роверсімонако
8809 Роверсімонако (8809 Roversimonaco) — астероїд головного поясу, відкритий 24 листопада 1981 року.
Тіссеранів параметр щодо Юпітера — 3,249.